# Calopogon tuberosus

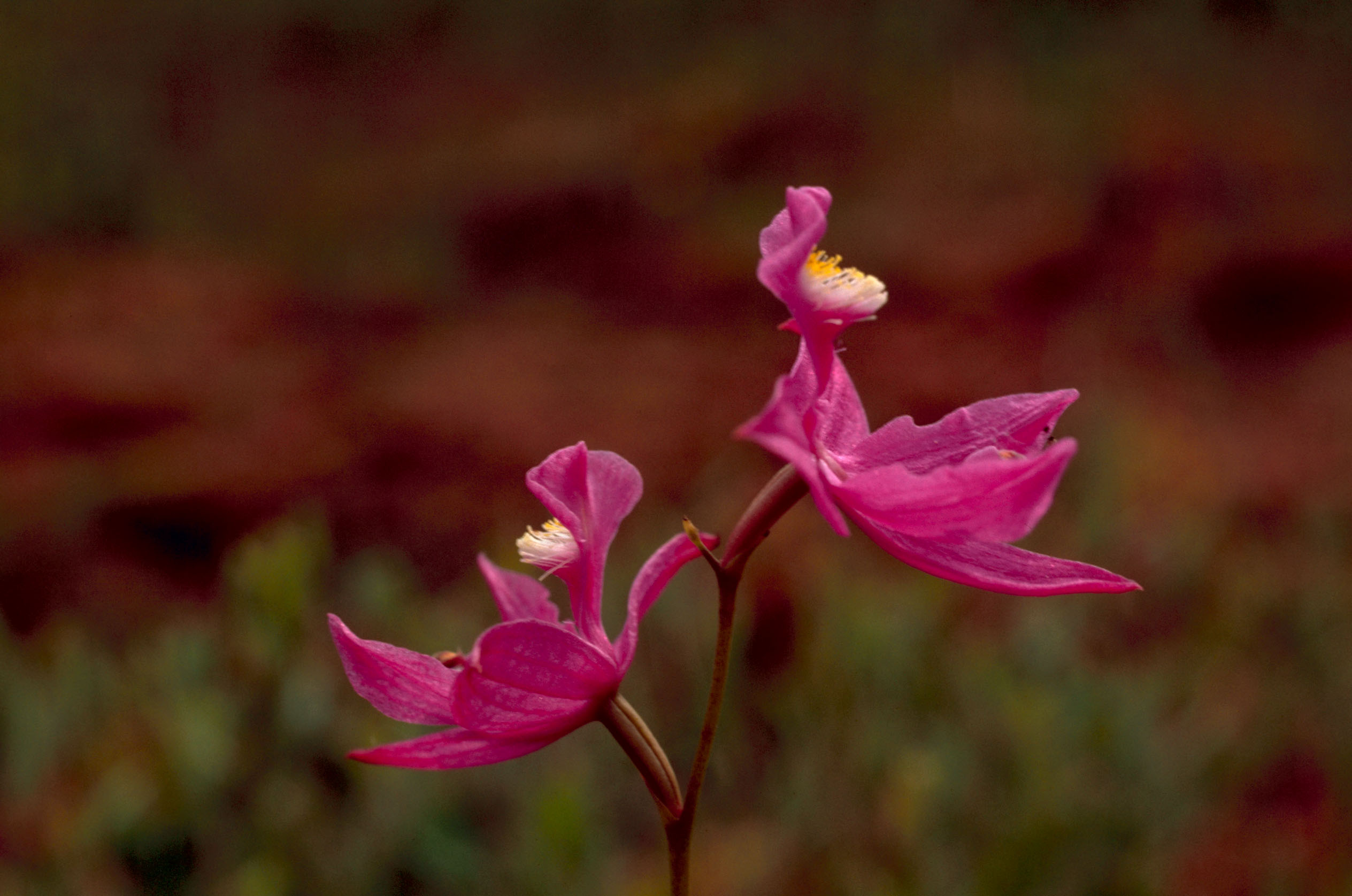
Wild pink orchid Calopogon tuberosus

Calopogon tuberosus là một loài phong lan bản địa của miền đông Bắc Mỹ. Tại Hoa Kỳ, nó phân bố tại miền tây nam Texas và Oklahoma và đông nam tới Florida Everglades về phía đông bắc đến Maine và tây bắc đến Minnesota. Ở Canada, Loài này có ở các tỉnh: Nova Scotia, Ontario và Quebec. Nó cũng được tìm thấy ở Cuba và Bahamas.

## Tình trạng bảo tồn
Loài này thuộc nhóm "G5 - Secure" theo phân loại bảo tồn NatureServe. Tuy nhiên, nó được xếp vào nhóm loài bị đe dọa ở các bang Illinois, Kentucky, và Maryland, và loài dễ tổn thương có thể khai thác ở New York.

## Hình ảnh

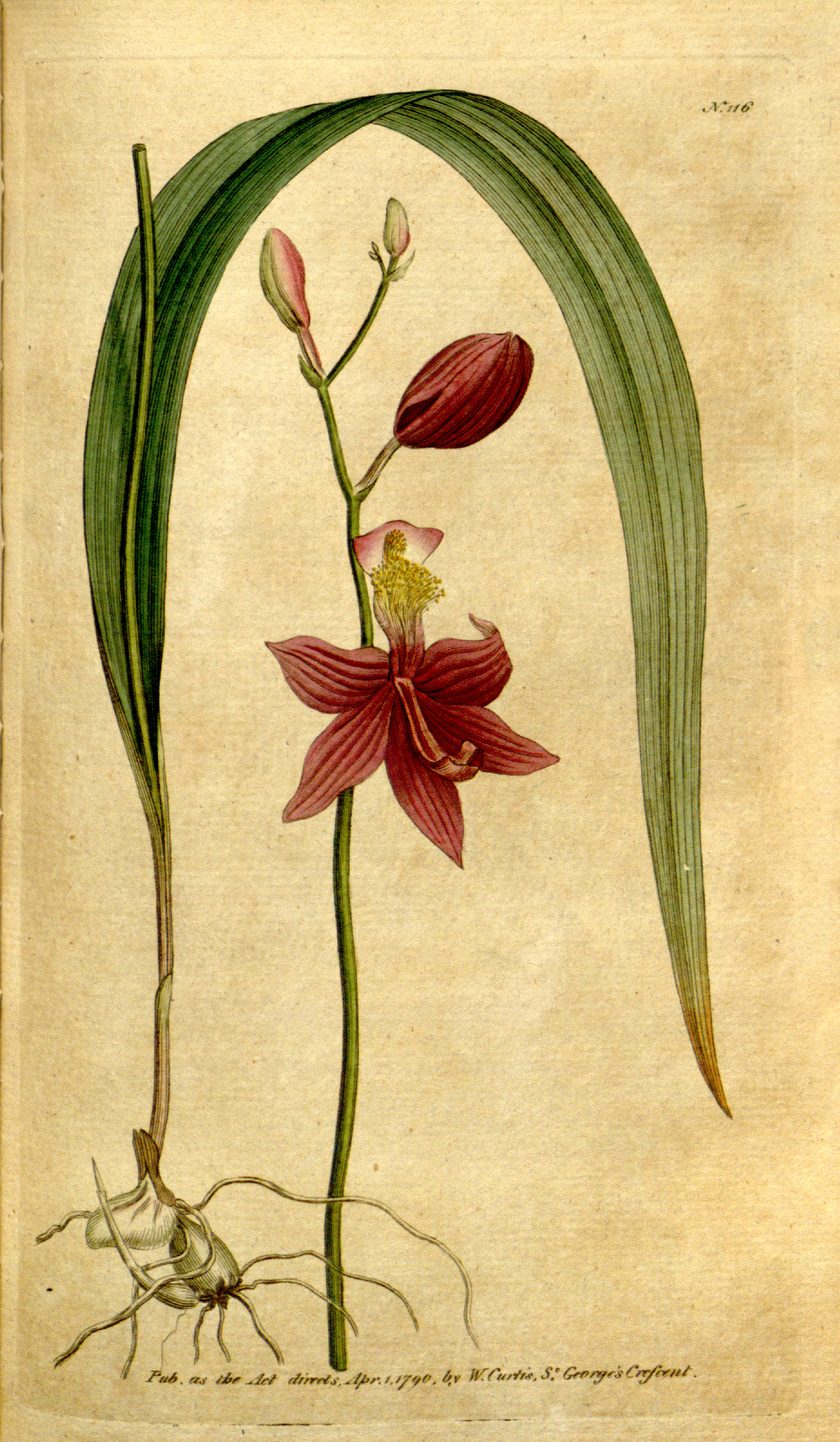
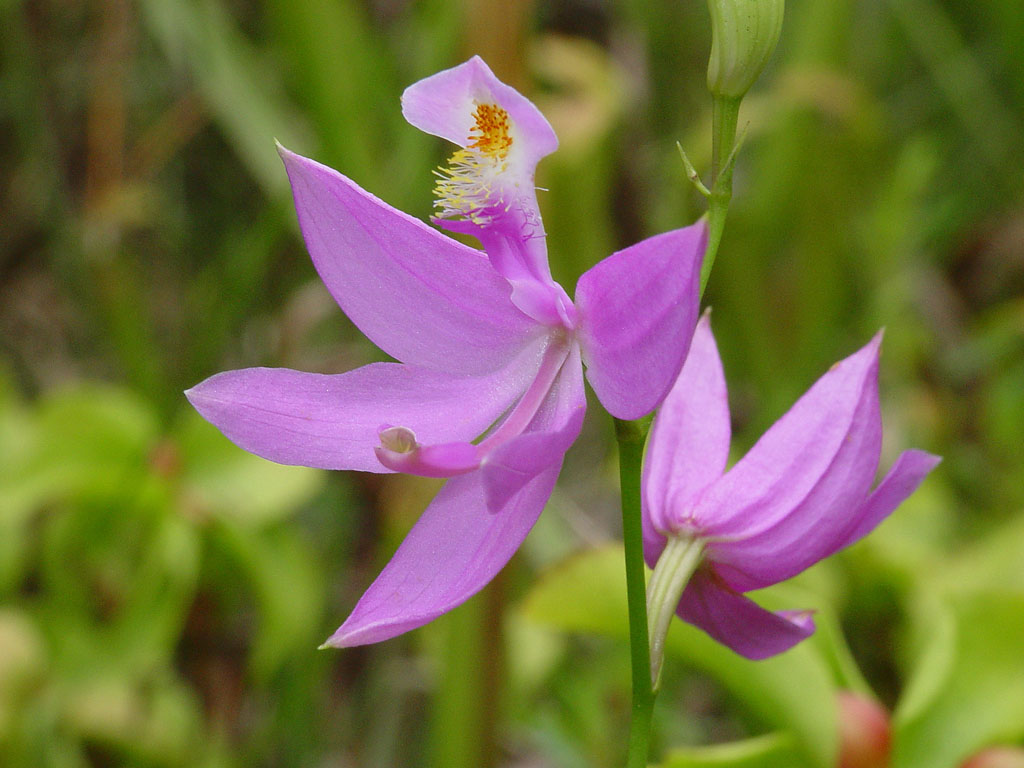
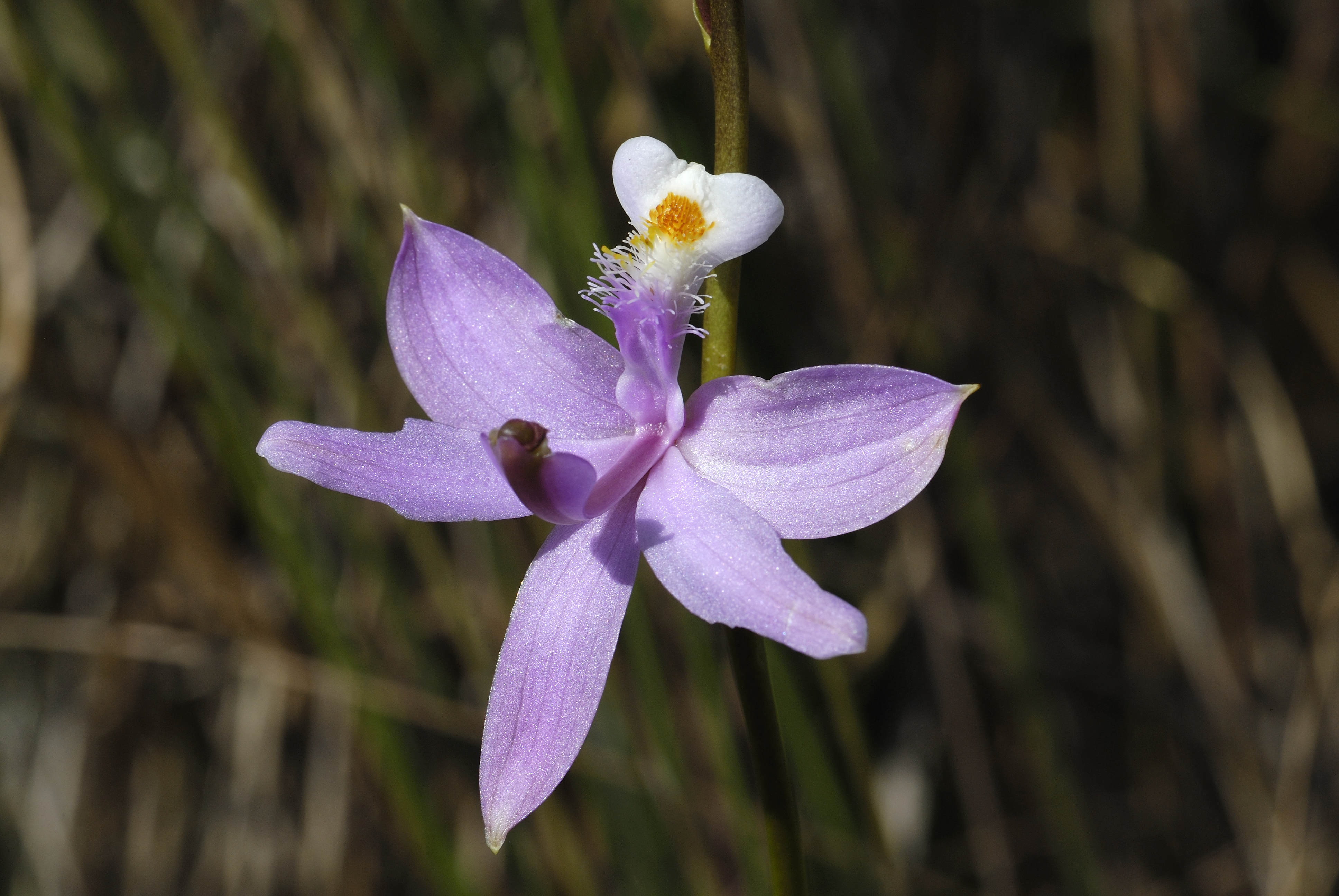
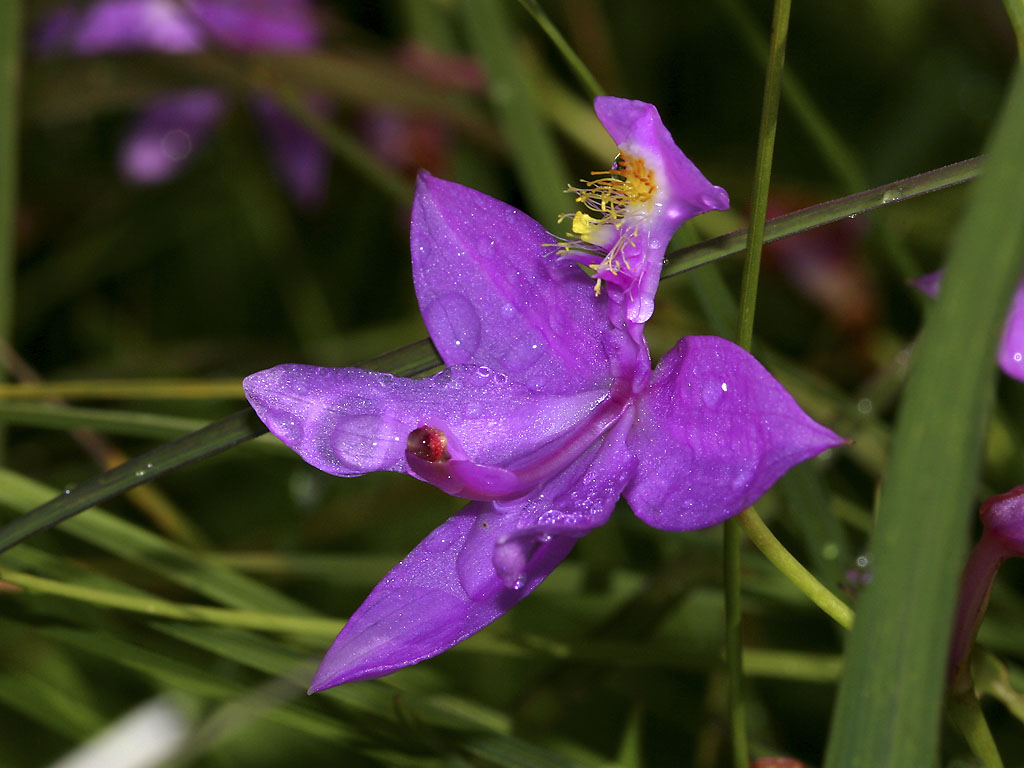